# Бруно Меєр
Бруно Меєр (нім. Bruno Meyer; 13 листопада 1915, Жеремі, Гаїті — 16 листопада 1990, Австралія) — німецький льотчик-ас штурмової авіації, майор люфтваффе. Кавалер Лицарського хреста Залізного хреста.

## Біографія
Син німецьких колоністів. В квітні 1934 року приїхав в Німеччину. Закінчив авіаційне училище в Гільдесгаймі (1937). Служив в 2-й (штурмовій) групі 2-ї навчальної ескадри. Учасник Польської і Французької кампаній, а також Німецько-радянської війни. З 1942 року — командир 5-ї (штурмової) ескадрильї 2-ї навчальної ескадри. В грудні 1942 року ескадрилья була перекинута в Північну Африку і перетворена на 8-у (протитанкову) ескадрилью 2-ї ескадри пікіруючих бомбардувальників. З 18 жовтня 1943 року — командир 4-ї (протитанкової) групи 9-ї ескадри підтримки сухопутних військ, яка діяла на Східному фронті. 1 травня 1944 року здійснив свій 500-й бойовий виліт. З липня 1944 року — інспектор протитанкової авіації в штабі інспектора штурмової авіації. З 24 жовтня 1944 по 3 березня 1945 року — командир 1-ї групи 104-ї ескадри підтримки сухопутних військ, яка базувалася в Тутові.

## Нагороди
- Нагрудний знак пілота
- Медаль «За вислугу років у Вермахті» 4-го класу (4 роки)
- Залізний хрест 2-го і 1-го класу
- Лицарський хрест Залізного хреста (21 серпня 1941) — за 200 бойових вильотів.
- Нарукавна стрічка «Африка»
- Авіаційна планка штурмовика в золоті з підвіскою